# Муллабаев, Сулейман Минлегужиевич
Сулейман Минлегужиевич Муллабаев (баш. Сөләймән Миңлеғужа улы Муллабаев; 1924—2003) — башкирский поэт. Заслуженный работник культуры Республики Башкортостан (1995), отличник народного просвещения РСФСР (1973). Член Союза писателей Башкирской АССР (1979).

## Биография
Муллабаев Сулейман Минлегужиевич родился 10 октября 1924 года в селе Староюлдашево Белебеевского кантона Башкирской АССР (ныне Красногвардейский район Оренбургской области).
В 1940 году окончил 7-летнюю школу. В 1940—1942 годах работал учителем в начальной школе.
С 1942 года участвовал в Великой Отечественной войне, сражался на Волховском и Ленинградских фронтах. В 1943 году получил тяжелые ранения, долго находился в госпитале.  Награждён орденом Отечественной войны 2‑й степени (1985) и медалями.
В 1945—1948 годах преподавал в Утеевской школе, в 1948—1990 годах работал учителем башкирского языка и литературы в Староюлдашевской школе Красногвардейского района Оренбургской области.
С 1954 года учился в Акбулакском педагогическом училище, а в 1972 году окончил Башкирский государственный университет (ныне Уфимский университет науки и технологий).
В 1963 году был издан его первый сборник стихов «Ҡәҙерле һүҙ» («Дорогое слово»). Является автором стихов, сказок, задач для детей, вошедшие в книги «Беҙҙең өй» (1971; «Наш дом»), «Тылсымлы күл» (1978; «Волшебное озеро»), «Олатайым йомаҡ ҡоя» (1994; «Загадки загадывает мой дед») и другие. Его стихи на русский язык переводили И. Бехтерев, В. Кузнецов, В. Одноралов, Г. Хомутов, В. Юршов.
Умер 20 апреля 2003 года в родном селе.

## Книги
- Ҡәҙерле һүҙ. — Өфө, 1963.
- «Йондоҙ бүләк итермен»
- Беҙҙең өй. — Өфө, 1971.
- «Урман докторы»
- Тылсымлы күл. — Өфө, 1978.
- Сайҡала сал ҡылған. — Өфө, 1983.
- Йәшел дуҫтар: шиғырҙар. — Өфө: Китап, 1989.
- Олатайым йомаҡ ҡоя. — Өфө, 1994.